# La sombra de nuestros antepasados olvidados
Sombras de los ancestros olvidados (en ucraniano, Тіні забутих предків Tini zabútyj prédkiv) es una película dirigida en 1964 por el cineasta armenio soviético Serguéi Paradzhánov basándose en una historia del ucraniano Myjailo Kotsiubynsky. El filme fue la primera opera magna del realizador y su rico uso de vestuarios y colorido le valieron el aplauso internacional. "Los corceles de fuego" retrata además con detalle la cultura de los montañeses hutsules de Ucrania: el hosco entorno de los Cárpatos, las brutales rivalidades entre familias y la belleza de tradiciones, música, trajes y habla hutsules. Está incluida entre las 100 mejores películas del cine ucraniano.

## Argumento
En una aldea hutsul de los Cárpatos Ucranianos, las familias de Iván, humilde, y Marichka, adinerada, se profesan una acerba enemistad que se sella cuando el padre de Marichka mata al de Iván al salir de la iglesia. Los niños crecen sin embargo juntos y al crecer planean casarse. Iván parte para trabajar en distintos oficios y ahorrar para el matrimonio pero en su ausencia, Marichka resbala tratando de rescatar un cordero perdido, cae al río y se ahoga. De regreso, Iván encuentra su cuerpo inerte y, deshecho, la entierra en el monte. 
Tras un período de duelo solitario ocupado en el trabajo, Iván es seducido por la joven Palagna mientras hierra un caballo. Se casan de acuerdo con la tradición hutsul y se ocupan en las labores del campo pero su relación se agria pronto a causa de la obsesión de Iván con el recuerdo de Marichka. La actitud distante de Iván empuja a Palagna a la hechicería en busca de quedar encinta, al tiempo que su marido empieza a experimentar visiones. Palagna entabla relación con Yura, un brujo temido por los aldeanos que invoca y ahuyenta la tormenta. 
En la taberna del pueblo, los aldeanos beben y cantan. Yura bebe solo, huraño, cuando llegan Iván y Palagna, que se arrima al brujo cuando Iván se une a los que cantan. Un amigo de Iván trata de separarlos y es golpeado por Yura. Iván ve a su mujer abrazada a este y agarra un hacha. Yura empuña otra y le da un golpe en la cabeza. Tambaleándose, Iván sale al monte en brasas dejando a su mujer regocijándose con el brujo y encuentra a Marichka reflejada en el agua del río y girando entre los árboles. Marichka extiende la mano hacia Iván, y al asirla grita y todo gira. Los aldeanos llevan a cabo el funeral de Iván, bailan y fuman. Un aldeano recuerda que Iván quería que lo enterrasen con la ropa blanca que usaba de pequeño. Ocho niños al exterior desde dentro de una cabaña por los cristales.

## Reparto
- Ivan Mykolaichuk - Ivan
- Larisa Kadochnikova - Marichka
- Tatyana Bestayeva - Palagna
- Spartak Bagashvili - Yurko
- Nikolai Grinko - Batag
- Leonid Yengibarov - Miko
- Nina Alisova - Paliychuk